# 莫里斯 (明尼苏达州)
莫里斯（英語：Morris）是一個位於美國明尼蘇達州史蒂文斯縣的都市。根據2010年美國人口普查，該地共人口5,286人，而該地的面積約為13.00平方千米。同時該地也是史蒂文斯縣的縣治。

## 地理
莫里斯的座標為45°35′06″N 95°54′36″W / 45.58500°N 95.91000°W，而該地的平均海拔高度為345米（即1132英尺）。